# 巨勢真人
巨勢 真人（こせ の まひと）は、奈良時代の貴族。官位は正五位下・大宰少弐。

## 経歴
元正朝の養老4年（720年）従五位下・民部少輔に叙任される。同年2月に隼人が反乱を起こして、大隅国守・陽侯麻呂を殺害する。反乱を知らせる大宰府からの奏言を受けて朝廷は3月に征隼人持節大将軍として大伴旅人、副将軍に真人および笠御室を任命して隼人の征討にあたらせた。征討は長期戦となり、8月になると大将軍の大伴旅人は戦列を離れ帰京するが、真人と御室は引き続き現地に残り軍事活動を続ける。1年半近くかけて隼人の征討を完了させ、養老5年（721年）7月に真人と御室は隼人の捕虜を連れて平城京に戻った。隼人側の戦死者と捕虜は合わせて1400人余りであったという（隼人の反乱）。
神亀元年（724年）聖武天皇即位後に行われた叙位にて従五位上に叙せられる。神亀3年（726年） 正月にも正五位下へ昇叙されており、元正朝末から聖武朝初頭にかけて順調に昇進した。同年9月に聖武天皇が播磨国印南野に行幸した際には御装束司を務めている。天平3年（731年）大宰少弐に任ぜられた。

## 官歴
『続日本紀』による。
- 時期不詳：正六位上
- 養老4年（720年） 正月11日：従五位下。日付不詳：民部少輔。3月4日：征隼人持節副将軍
- 神亀元年（724年） 2月22日：従五位上
- 神亀3年（726年） 正月21日：正五位下。9月27日：御装束司
- 天平3年（731年） 6月13日：大宰少弐